# Liste der Biografien/Bergo
Liste der Biografien |
Portal Biografien |
Personensuche
# |
A |
B |
C |
D |
E |
F |
G |
H |
I |
J |
K |
L |
M |
N |
O |
P |
Q |
R |
S |
T |
U |
V |
W |
X |
Y |
Z |
?
 
Ba |
Be |
Bd |
Bg |
Bh |
Bi |
Bj |
Bl |
Bm |
Bn |
Bo |
Br |
Bs |
Bu |
Bw |
By |
Bz
 
Bea–Beb |
Bec |
Bed |
Bee |
Bef |
Beg |
Beh |
Bei |
Bej |
Bek |
Bel |
Bem |
Ben |
Beo |
Bep |
Beq |
Ber |
Bes |
Bet |
Beu |
Bev |
Bew |
Bex |
Bey |
Bez
 
Bera |
Berb |
Berc |
Berd |
Bere |
Berf |
Berg |
Berh |
Beri |
Berj |
Berk |
Berl |
Berm |
Bern |
Bero |
Berq |
Berr |
Bers |
Bert |
Beru |
Berv |
Berw |
Berx |
Bery |
Berz
 
Berga |
Bergb |
Bergc |
Bergd |
Berge |
Bergf |
Bergg |
Bergh |
Bergi |
Bergj |
Bergk |
Bergl |
Bergm |
Bergn |
Bergo |
Bergq |
Bergr |
Bergs |
Bergt |
Bergu |
Bergv |
Bergw
Die Liste der Biografien führt alle Personen auf, die in der deutschsprachigen Wikipedia einen Artikel haben. Dieses ist eine Teilliste mit 28 Einträgen von Personen, deren Namen mit den Buchstaben „Bergo“ beginnt.

## Bergo

### Bergod
- Bergodd, Arne (* 1948), norwegischer Ruderer
- Bergodi, Cristiano (* 1964), italienischer Fußballspieler und -trainer

### Bergog
- Bergognone († 1523), italienischer Maler der Renaissance

### Bergol
- Bergold, Friedrich (1899–1983), deutscher Jurist und Kommunalpolitiker
- Bergold, Harry E. junior (1931–1995), US-amerikanischer Diplomat
- Bergold, Johann Gottlob (1742–1803), deutscher Rechtswissenschaftler
- Bergold, Nico (* 1994), deutsch-thailändischer Fußballspieler
- Bergold, Ralph (* 1958), deutscher Religionspädagoge
- Bergold, Stephan (1789–1846), bayerischer Landwirt und Politiker
- Bergold, Wolfgang (1913–1987), deutscher Widerstandskämpfer, SED-Funktionär und Diplomat
- Bérgolo, Daniel (1945–2009), uruguayischer Schauspieler
- Bérgolo, Olga (1939–2022), uruguayische Tänzerin

### Bergom
- Bergomi, Giuseppe (* 1963), italienischer FußballspielerGiuseppe Bergomi (* 1963)

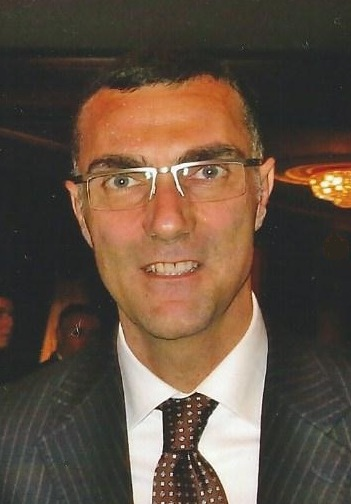
Giuseppe Bergomi (* 1963)

- Bergomi, Primo (1917–1987), italienischer Bahnradsportler

### Bergon
- Bergon, Denise (1912–2006), französische römisch-katholische Ordensschwester und Gerechte unter den Völkern
- Bergon, Paul (1863–1912), französischer Fotograf des Piktorialismus, Musiker und Naturwissenschaftler
- Bergöntzle, Joseph (1754–1819), Elsässer Orgelbauer
- Bergonzelli, Sergio (1924–2002), italienischer Drehbuchautor und Filmregisseur
- Bergonzi, Carlo († 1747), italienischer Geigenbauer
- Bergonzi, Carlo (1924–2014), italienischer Tenor
- Bergonzi, Jerry (* 1947), US-amerikanischer Jazzsaxophonist
- Bergonzini, Luiz Gonzaga (1936–2012), brasilianischer Geistlicher, Theologe und Bischof von Guarulhos
- Bergonzoni, Aldo (1899–1976), italienischer Maler und Bildhauer

### Bergop
- Bergopzoomer, Johann Baptist (1742–1804), österreichischer Schauspieler, Theaterleiter und Theaterdichter

### Bergot
- Bergot, Audrey (* 1985), französische Tennisspielerin
- Bergot, Erwan (1930–1993), französischer Offizier und Schriftsteller

### Bergou
- Bergougnoux, Bryan (* 1983), französischer Fußballspieler
- Bergoust, Eric (* 1969), US-amerikanischer Freestyle-Skier